# Venatrix konei
Venatrix konei är en spindelart som först beskrevs av Lucien Berland 1924.  Venatrix konei ingår i släktet Venatrix och familjen vargspindlar. Inga underarter finns listade i Catalogue of Life.